# Jaap M. Hemelrijk

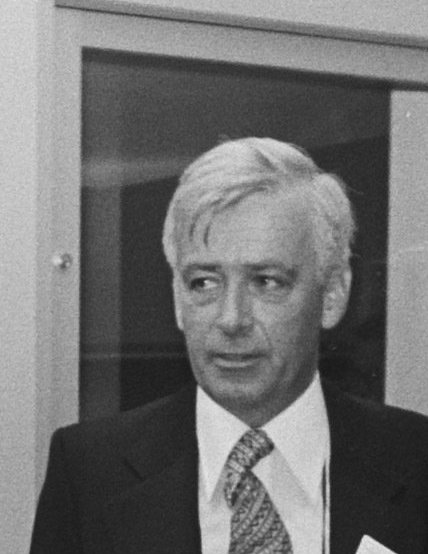
Jaap M. Hemelrijk (1976)

Jaap M. Hemelrijk (* 20. August 1925 in Utrecht; † 1. Juni 2018 in Wanneperveen) war ein niederländischer Klassischer Archäologe.
Hemelrijk wurde 1956 mit der Dissertation De Caeretaanse hydriae an der Universität von Amsterdam bei Emilie Haspels promoviert. Von 1965 bis  1986 war er Professor für Klassische Archäologie an der Universität von Amsterdam und gleichzeitig Direktor des Allard Pierson Museum. Sein Nachfolger wurde sein Schüler Herman A. G. Brijder.
Sein Hauptforschungsgebiet waren die griechischen Vasen. Seit seiner Dissertation beschäftigte er sich insbesondere mit der Gruppe der Caeretaner Hydrien, die er in einer grundlegenden Monographie, zahlreichen Aufsätzen sowie einem Supplementband umfassend untersuchte.

## Veröffentlichungen (Auswahl)
- Caeretan Hydriae (= Forschungen zur antiken Keramik Reihe II: Kerameus Band 6). Zabern, Mainz 1984, ISBN 3-8053-0740-3
- Corpus Vasorum Antiquorum. The Netherlands, Fascicule 6; Amsterdam, Allard Pierson Museum, fascicule 1, Attic Red-Figure Drinking-Cups. Amsterdam 1988, ISBN 90-71211-13-4
- More about Caeretan Hydriae. Addenda et Clarificanda (= Allard Pierson Series 17). Amsterdam 2009, ISBN 978-90-71211-44-7